# Cheek to Cheek (album de Tony Bennett et Lady Gaga)
Pour les articles homonymes, voir Cheek to Cheek.
 (juillet 2014).
Albums de Tony Bennett et Lady Gaga
Viva Duets
(2012) The Silver Lining: The Songs Of Jerome Kern
(2015)
Albums par Lady Gaga
Artpop
(2013) Joanne
(2016)
Singles
1. Anything Goes
Sortie : 29 juillet 2014
2. I Can't Give You Anything But Love
Sortie : 19 août 2014

Cheek to Cheek est le cinquante-septième album studio du chanteur américain Tony Bennett, en collaboration avec la chanteuse américaine Lady Gaga. Il s'agit d'un recueil de titres de jazz. Le projet fait donc suite à leur duo The Lady Is a Tramp paru en 2011 sur l'album de Tony Bennett : Duets II.
L'album est officiellement lancé le lundi 28 juillet 2014, avec la sortie du premier single Anything Goes, reprise du titre de Cole Porter et I Can't Give You Anything But Love, titre de Jimmy McHugh. L'album fait l'unanimité du côté des critiques qui saluent toutes l'alliance de Lady Gaga et Tony Bennett. La station radio RTL qualifie même la performance de Gaga d'« excellente » tandis que Melty qualifie également le résultat de « concluant ». Les deux premiers singles, Anything Goes et I Can't Give You Anything But Love, se sont hissés à la première position du classement de Billboard Jazz Digital Songs Chart. La semaine de sa sortie, l'album s'est écoulé à plus de 131 000 exemplaires selon Billboard. Le 8 février 2015, après avoir interprété leur cinquième single Cheek To Cheek, Lady Gaga et Tony Bennett remportent le prix du meilleur album vocal pop traditionnel lors de la cinquante-septième cérémonie des Grammy Awards.

## Genèse et enregistrement
À l'été 2012, Lady Gaga annonce deux albums, soit Artpop via Twitter et Cheek to Cheek dans une interview pour le magazine Rolling Stones. Cependant, le titre de ce dernier n'est pas révélé ; La chanteuse indique uniquement qu'il s'agira d'un disque de Jazz enregistré avec Tony Bennett. « Lady Gaga m'a appelé d'Australie et elle m'a dit : Je veux faire un album Jazz avec toi. Alors nous allons le faire avec Marion Evans, l'excellent chef d'orchestre. Nous allons avoir un grand album, ça va swinguer » déclare le chanteur[réf. souhaitée] à propos de la création du projet. L'enregistrement débute cette même année, en même temps qu'Artpop. Les deux albums sont travaillés en parallèle. Fin 2013, un membre de la maison de disque Interscope annonce que l'album sortira le 1er janvier 2014. 
Après un long silence au sujet de l'album et le 3e single de Artpop, GUY, c'est le 1er juillet que Lady Gaga fait une apparition surprise lors du Festival international de jazz de Montréal. Accompagnée de Tony Bennett, elle y interprète pour la première fois quatre titres dont Lush Life et Sophisticated Lady[réf. souhaitée]. Ce grand retour très « jazzy » explique le récent et total changement de look de la « Picasso de la musique », telle que Tony Bennett la surnomme. Celle-ci déclare ne s'être jamais sentie aussi heureuse et a même arboré un tatouage représentant une trompette, signé Benedetto, le vrai nom de Tony Bennett. Durant tout le mois juillet, Lady Gaga poste sur les réseaux sociaux plusieurs photos d'elle en studio, en train de terminer l'enregistrement de l'album. C'est finalement le mardi 29 juillet et sur son site officiel qu'il est annoncé que ce nouveau disque verra le jour le 23 septembre dans le monde entier.

## Singles et développement
Alors que le GUY vient tout juste de clore l'exploitation de Artpop, Lady Gaga débute la promotion du nouvel album Cheek To Cheek le 29 juillet 2014 avec la sortie du premier extrait Anything Goes, chanté avec Tony Bennett, le single s'est classé à la 178e place en France, il ne s'est classé que dans 4 pays : USA, UK, France et Espagne il s'est vendu à environ 350 000 exemplaires dans le monde[réf. nécessaire]. Le support vidéo, rendu public le jour même, y montre de nombreux moments que les deux artistes ont passé ensemble à préparer l'album, notamment en studio et devant les paparazzi. Il s'agit du clip le plus court de la carrière de Lady Gaga[réf. souhaitée]. I Can't Give You Anything But Love est sorti le 19 août, un an après Applause. Le 16 septembre est dévoilé le premier single promotionnel Nature Boy. Le second titre promotionnel est Bang Bang (My Baby Shot Me Down), sorti le même jour que l'album. Le troisième single officiel est But Beautiful, sorti le 13 octobre 2014. Les quatrième et cinquième singles sont It Don't Mean A Thing (If It Ain't Got That Swing) et Cheek to Cheek, sortis respectivement le 25 novembre et le 31 décembre 2014. Ce dernier ne dispose cependant pas de clip vidéo. Même si Ev'ry Time We Say Goodbye a été interprété à plusieurs reprises sur des plateaux de télévision, celui-ci n'a toutefois jamais commercialisé en tant que single.

## Liste des pistes
| 1.  | Anything Goes                                      | Cole Porter                                     | Tony Bennett et Lady Gaga | 2:03 |
| 2.  | Cheek to Cheek                                     | Irving Berlin                                   | Tony Bennett et Lady Gaga | 2:50 |
| 3.  | Nature Boy                                         | Eden Ahbez                                      | Tony Bennett et Lady Gaga | 4:08 |
| 4.  | I Can't Give You Anything But Love                 | Jimmy McHugh, Dorothy Fields                    | Tony Bennett et Lady Gaga | 3:13 |
| 5.  | I Won't Dance                                      | Jerome Kern, Oscar Hammerstein II, Otto Harbach | Tony Bennett et Lady Gaga | 3:56 |
| 6.  | Firefly                                            | Cy Coleman, Carolyn Leigh                       | Tony Bennett et Lady Gaga | 1:57 |
| 7.  | Lush Life                                          | Billy Strayhorn                                 | Lady Gaga                 | 4:14 |
| 8.  | Sophisticated Lady                                 | Duke Ellington, Irving Mills, Mitchell Parish   | Tony Bennett              | 3:49 |
| 9.  | Let's Face the Music and Dance                     | Irving Berlin                                   | Tony Bennett et Lady Gaga | 2:06 |
| 10. | But Beautiful                                      | Jimmy Van Heusen, Johnny Burke                  | Tony Bennett et Lady Gaga | 4:04 |
| 11. | It Don't Mean a Thing (If It Ain't Got That Swing) | Duke Ellington, Irving Mills                    | Tony Bennett et Lady Gaga | 2:23 |

| 12. | Bang Bang (My Baby Shot Me Down) (Live from Jazz at Lincoln Center) | 3:43 |

| 1.  | Anything Goes                                      | Tony Bennett et Lady Gaga | 2:03 |
| 2.  | Cheek to Cheek                                     | Tony Bennett et Lady Gaga | 2:50 |
| 3.  | Don't Wait Too Long                                | Tony Bennett              | 2:36 |
| 4.  | I Can't Give You Anything But Love                 | Tony Bennett et Lady Gaga | 3:13 |
| 5.  | Nature Boy                                         | Tony Bennett et Lady Gaga | 4:08 |
| 6.  | Goody Goody                                        | Tony Bennett et Lady Gaga | 2:12 |
| 7.  | Ev'ry Time We Say Goodbye                          | Lady Gaga                 | 3:10 |
| 8.  | Firefly                                            | Tony Bennett et Lady Gaga | 1:57 |
| 9.  | I Won't Dance                                      | Tony Bennett et Lady Gaga | 3:56 |
| 10. | They All Laughed                                   | Tony Bennett et Lady Gaga | 1:49 |
| 11. | Lush Life                                          | Lady Gaga                 | 4:14 |
| 12. | Sophisticated Lady                                 | Tony Bennett              | 3:49 |
| 13. | Let's Face the Music and Dance                     | Tony Bennett et Lady Gaga | 2:06 |
| 14. | But Beautiful                                      | Tony Bennett et Lady Gaga | 4:04 |
| 15. | It Don't Mean A Thing (If It Ain't Got That Swing) | Tony Bennett et Lady Gaga | 2:23 |

### Classements et ventes
| Pays                                  | Positions | Ventes    |
| ------------------------------------- | --------- | --------- |
| Allemagne (GfK Entertainment)         | 12e       | 40 000    |
| Autriche (Ö3 Austria Top 40)          | 6e        | 5 000     |
| Australie (ARIA)                      | 7e        | 35 000    |
| Belgique (Ultratop Flandres)          | 4e        | -         |
| Belgique (Ultratop Wallonie)          | 4e        | -         |
| Brésil (ABPD)                         | 7e        | 40 000    |
| Canada (Music Canada)                 | 3e        | 100 000   |
| Croatie (HDU)                         | 8e        | -         |
| Chine (Sino Chart)                    | 17e       | -         |
| Danemark (Hitlisten)                  | 9e        | -         |
| États-Unis (RIAA)                     | 1er       | 775 000   |
| Écosse (OCC)                          | 11e       | -         |
| Espagne (PROMUSICAE)                  | 5e        | 10 000    |
| Finlande (Suomen virallinen lista)    | 27e       | -         |
| France (SNEP)                         | 9e        | 40 000    |
| Grèce (IFPI)                          | 2e        | -         |
| Hongrie (MAHASZ)                      | 35e       | -         |
| Irlande (IRMA)                        | 12e       | -         |
| Italie (FIMI)                         | 6e        | 15 000    |
| Japon (Oricon)                        | 7e        | 70 000    |
| Mexique (AMPROFON)                    | 4e        | 15 000    |
| Nouvelle-Zélande (RMNZ)               | 3e        | 5 000     |
| Pays-Bas (MegaCharts)                 | -         | 5 000     |
| Pologne (ZPAV)                        | 31e       | -         |
| Portugal (AFP)                        | 7e        | -         |
| Royaume-Uni (Official Charts Company) | 10e       | 70 000    |
| Suède Jazz Albums (Sverigetopplistan) | 1er       | -         |
| Taïwan Jazz Albums (G-Music)          | 1er       | -         |
| Monde                                 | Monde     | 1 330 000 |

Dès la première semaine suivant sa sortie 202 000 exemplaires de l'album sont écoulés. Finalement, début 2015, les sites Media Traffic et Album Charts annoncent que Cheek to Cheek a atteint le million de ventes dans le monde.

## Certifications
| Pays                       | Certification | Unités certifiées |
| -------------------------- | ------------- | ----------------- |
| Australie (ARIA)           | Or            | 35 000            |
| Brésil (Pro-Música Brasil) | Platine       | 40 000            |
| Canada (Music Canada)      | Platine       | 80 000            |
| États-Unis (RIAA)          | Or            | 500 000           |
| Royaume-Uni (BPI)          | Argent        | 60 000            |